# Kameanețke, Trosteaneț
Kameanețke (în ucraineană Кам'янецьке) este un sat în comuna Kameanka din raionul Trosteaneț, regiunea Sumî, Ucraina.

## Demografie
Componența lingvistică a localității Kameanețke
     Rusă (77,11%)
     Ucraineană (19,72%)
Conform recensământului din 2001, majoritatea populației localității Kameanețke era vorbitoare de rusă (77,11%), existând în minoritate și vorbitori de ucraineană (19,72%).